# Connessione (diritto)
La connessione, nel diritto processuale italiano, è un criterio di determinazione della competenza che deroga quelli per materia e territorio, qualora siano presenti elementi di collegamento fra due processi o procedimenti diversi.
Opera sia nel diritto processuale civile - ove si distingue in connessione oggettiva e connessione soggettiva - sia in quello penale.

## Diritto processuale civile
Nel diritto processuale civile la connessione è disciplinata dall'art.40 cpc e può dipendere dalla comunanza fra due cause di elementi soggettivi ma anche da almeno uno di quelli oggettivi (stesso petitum o causa petendi).
La connessione si può avere per identità di uno o due degli elementi utili all'individuazione del diritto dedotto in giudizio (parti\ causa petendi\ petitum), per un rapporto di pregiudizialità tecnica (pregiudizialità dipendenza), per identità di fatto o identità di questione di diritto.
Nel primo caso si ha connessione soggettiva, dove necessariamente più cause hanno in comune entrambi i soggetti (uno solo non comporterebbe, com'è ovvio, alcuna connessione) e soprattutto che li veda nella stessa posizione di attore e convenuto. In questo caso l'opportunità si ravvisa con la presenza davanti a un medesimo giudice per varie controversie, con un cumulo oggettivo conseguente a connessione soggettiva: le azioni, cioè, sono varie ma soggetti e giudice i medesimi (eventualità disciplinata dall'art.104 c.p.c.): contro la stessa parte possono proporsi nel medesimo processo più domande anche non altrimenti connesse, purché sia osservata l'art. 10 2° comma c.p.c.). Si può fare l'esempio del vicino che cita in giudizio il suo confinante per chiedere sia la restituzione della falciatrice prestatagli, sia il ripristino dei luoghi per l'albero piantato a distanza non legale. Come si può ben vedere le due domande giudiziali sono connesse esclusivamente perché vi sono le stesse parti e non di certo per altri motivi. In questo caso il vantaggio per l'ordinamento è che la fase introduttiva è unica ma la fase di istruzione e decisione è diversa e per questo vi è l'art 104c.p.c. che consente al giudice lo scioglimento del simultaneus processus quando la trattazione congiunta renda gravosa o dispendiosa la decisione
Nel secondo caso, al contrario si ha una connessione oggettiva, che dà luogo ovviamente a cumulo soggettivo: possono, quindi, riunirsi nella stessa causa più attori o più convenuti, in quel che viene chiamato litisconsorzio facoltativo (art.103 c.p.c.). La connessione può aversi per identità di questione di diritto o di fatto ma anche per incompatibilità così come per pregiudizilaiità dipendenza che si distingue dalla pregiudizialità tecnica che appartiene al fenomeno della continenza.

## Diritto processuale penale
La connessione per la materia penale, una volta disciplinata dall'art. 45 c.p.p. poi abrogato, è oggi prevista dall'art.12 già modificato due volte nel 1991 e 2001.
Si ha connessione:
- quando il reato è stato commesso da più persone in concorso o in cooperazione fra loro, o quando più persone, con condotte indipendenti, hanno determinato l'evento;
- quando un soggetto è imputato per più reati commessi con una sola azione od omissione, o con più azioni od omissioni esecutive di un medesimo disegno criminoso;
- quando alcuni reati sono stati commessi per eseguire od occultarne altri.

In caso di procedimenti divisi fra giudici speciali e giudici ordinari o la Corte Costituzionale, giudica quest'ultima.
Se invece i procedimenti sono uno del tribunale ordinario e l'altro di quello militare, la connessione opera SOLO quando il reato comune è più grave di quello militare, e la competenza spetta al giudice ordinario. Nell'ambito della materia decide il giudice superiore o collegiale. Nell'ambito del territorio, decide il giudice del reato più grave, se di uguale gravità quello del primo reato, mentre se si verifica la morte di una persona passa tutto al giudice del luogo del decesso.